# Велпін
Велпін (пол. Wełpin) — село в Польщі, у гміні Любево Тухольського повіту Куявсько-Поморського воєводства.
Населення — 188 осіб (2011).
У 1975-1998 роках село належало до Бидгощського воєводства.

## Демографія
Демографічна структура станом на 31 березня 2011 року:
|          | Загалом | Допрацездатний вік | Працездатний вік | Постпрацездатний вік |
| -------- | ------- | ------------------ | ---------------- | -------------------- |
| Чоловіки | 97      | 27                 | 60               | 10                   |
| Жінки    | 91      | 22                 | 51               | 18                   |
| Разом    | 188     | 49                 | 111              | 28                   |